# Dichochrysa hadimensis
Dichochrysa hadimensis är en insektsart som beskrevs av Canbulat och Kiyak 2005. Dichochrysa hadimensis ingår i släktet Dichochrysa och familjen guldögonsländor. Inga underarter finns listade i Catalogue of Life.